# کراش نیترو کارت
کراش نیترو کارت (به انگلیسی: Crash Nitro Kart) یک بازی ویدئویی در سبک مسابقه‌ای است که توسط شرکت ویکاریئس ویژنز توسعه یافته و به‌وسیلهٔ یونیورسال اینتراکتیو در نوامبر سال ۲۰۰۳ برای گیم بوی ادونس، گیم‌کیوب، پلی‌استیشن ۲، و اکس‌باکس منتشر شده‌است. نسخهٔ ان-گیج این بازی نیز در ۳۰ ژوئن ۲۰۰۴ در اروپا، و ۲۸ ژوئیه ۲۰۰۴ در آمریکای شمالی عرضه شد. این بازی نهمین قسمت در مجموعه کراش باندیکوت به‌شمار می‌رود و همچنین دومین بازی این سری است، که گیم‌پلی آن، مبتنی بر یک بازی مسابقه‌ای ساده است.